# 에냐
에냐(Enya, 1961년 5월 17일 ~ )는 아일랜드 출신의 뉴에이지 음악가이다. 언니는 아일랜드 포크 록 그룹 클라나드의 리드 보컬리스트 모야 브레넌이다. 한때 키보드와 메인 보컬리스트, 백보컬리스트로 클라나드에 참여한 경력이 있는 그녀는 전 세계에서 음반이 가장 많이 팔리는 여성 솔로 가수 중 한 명이며 아일랜드 출신 가수들 중 U2 다음으로 많은 음반을 해외로 수출하는 아티스트이다. 1976년 데뷔 이후 7개국 이하의 언어로 노래하는 가수로도 유명하다. 그녀의 별명인 "엔야"는 본명인 "에이녜(Eithne)"를 도니골 토속 어휘로 발음한 것이다. 그녀는 유럽과 북미뿐만 아니라 아시아 전역에서도 인기가 있다. 1번째 앨범을 발표한 이후 엔야는 처음으로 한국을 방문했다. 1995년 상반기 동안 3번째 앨범을 홍보하기 위해 그녀는 한국을 재차 방문하기도 했다. 그녀는 또한 KBS 2TV의 "슈퍼 선데이"의 '선데이 스페셜'에도 출연했다.

## 음반 목록

### 정규 음반
- Watermark (1988)
- Shepherd Moons (1991)
- The Celts (1992)
- The Memory Of Trees (1995)
- A Day Without Rain (2000)
- Only If... (2001)
- Amarantine (2005)

## 같이 보기
- Watermark (에냐의 음반)
- Orinoco Flow
- Only Time